# Autostrada A55 (Franța)
Autostrada A55, sau A55, este o autostradă franceză care leagă Marsilia de Martigues.
Aceasta șerpuiește de-a lungul Mării Mediterane între cele două orașe. Punctul său de plecare este în Marsilia, la nord de viaductul Storione (de la ieșirea din Tunelul Major - sensul estic) și de viaductul Joliette (spre intrarea în Tunelul Joliette - sensul vestic), iar traseul său se încheie la vest de Martigues, conectându-se cu drumul național N568, care continuă cu două benzi pe sens (nu integral denivelat) spre Arles și Nîmes (A54).
Aceasta permite, în special, accesul la Zona Industrialo-Portuară (ZIP) din Fos-sur-Mer.
Autostrada A55 nu este concesionată și este administrată de DIR Méditerranée.

## Istoric
Primul tronson, deschis în 1972, a fost varianta ocolitoare a orașului Martigues. Această secțiune a fost ulterior extinsă până la A7, în apropiere de Les Pennes-Mirabeau, în 1974.
În paralel, mai multe tronsoane au fost deschise succesiv de-a lungul Porturilor, de la ieșirea 1 până la ieșirea 5. Este de remarcat că această extremitate marseilleză a autostrăzii A55 este destul de singulară. Astfel, cele două sensuri ale autostrăzii au fost construite pe viaducte separate, care pătrund în oraș în mod diferit: pe direcția Nord→Sud, viaductul autostrăzii a fost construit până la gura Tunelului Vieux-Port, în timp ce pe direcția Sud→Nord, viaductul autostrăzii începea doar de la piața Gantès. Prin urmare, A55 nu este simetrică, iar deciziile administrative (DUP) și punerea sa în funcțiune au reflectat această asimetrie. Primul tronson marseillez care a fost inaugurat este cel din prelungirea A557, în 1974.
Tronsonul lipsă dintre Les Pennes-Mirabeau și L'Estaque a fost deschis traficului în 1988, conectând bifurcația de pe A7 la ieșirea 5. Realizarea sa prezintă mai multe aspecte interesante:
- A fost întârziată din cauza costurilor ridicate, astfel încât statul a preferat inițial să clasifice drumul RN568B.
- Deși inițial era prevăzut cu un singur tunel, Tunelul Treize Vents a putut fi dublat imediat datorită economiilor realizate în timpul lucrărilor.

În cadrul proiectului Euroméditerranée, exploatarea și întreținerea autostrăzii A55, de la Tunelul Vieux-Port până la ieșirea 2 și de la Piața Gantès până la viaductul Storione, au fost încredințate, în 1995, către Marseille Provence Métropole.

### Declarații de utilitate publică
- 29.08.1967: Secțiunea Martigues-Est - Martigues-Ouest (ieșirile 11 la 13)[2]
- 27.11.1968: Secțiunea Les Pennes-Mirabeau - Martigues-Est (A7 - ieșirea 11)[3][4], (declarație prelungită la 23.11.1973)[5]
- 20.04.1971: Secțiunea Marsilia - Les Pennes-Mirabeau (Tunelul Vieux-Port - A7)[6], (declarație prelungită la 21.04.1978)[7]
- 15.07.1974: Secțiunea Martigues-Ouest - Mas de la Fossette (ieșirea 13 - D268)[8], (abandonată)
- 23.04.1975: Nod rutier A7 x A55 (bretele A55-Sud ↔ A7-Est și A55-Vest ↔ A7-Nord)[9]
- 20.09.2018: Nod de legătură Châteauneuf-les-Martigues (ieșirea 8), (reamenajare)[10].

=== Puneri în funcțiune
- 23.06.1972: Secțiunea La Mède-Vest - Martigues-Vest (ieșirile 10 la 13), (prima bandă)
- 18.08.1972: Secțiunea La Mède-Vest - Martigues-Vest (ieșirile 10 la 13), (a doua bandă)
- 10.05.1973: Secțiunea La Mède-Est - La Mède-Vest (ieșirile 9 la 10), (prima bandă)
- 19.04.1974: Secțiunea Les Pennes-Mirabeau - La Mède-Est (A7 - ieșirea 9)
- 19.04.1974: Secțiunea La Mède-Est - La Mède-Vest (ieșirile 9 la 10), (a doua bandă)
- 08.05.1974: Secțiunea Marsilia-Joliette - Marsilia-Gara Maritimă (ieșirile 2 la 3, Viaductul Joliette) (sens Nord → Sud)
- 22.07.1974: Secțiunea Marsilia-Vieux-Port - Marsilia-Joliette (Tunelul Vieux-Port - ieșirea 2, Viaductul Joliette) (sens Nord → Sud)
- 22.07.1974: Secțiunea Marsilia-Gara Maritimă - Marsilia-Arenc (ieșirea 3 - A557, Viaductul Joliette) (sens Nord → Sud)
- 1976: Nod de legătură Châteauneuf-les-Martigues (ieșirea 8, bretea către Martigues)
- 16.11.1976: Secțiunea Marsilia-Arenc - Marsilia-Mourepiane (A557 - ieșirea 5) (sens Nord → Sud)
- 09.02.1977: Secțiunea Marsilia-Dunkerque - Marsilia-Mourepiane (Piața Gantès - ieșirea 5) (sens Sud → Nord)
- 20.07.1982: Nod rutier Les Pennes-Mirabeau (bretele A55-Vest ↔ A7-Nord)
- 03.1986: Secțiunea Marsilia-Mourepiane - Marsilia-Saint Henri (ieșirile 5 la 6)
- 15.12.1988: Secțiunea Marsilia-Saint Henri - Les Pennes-Mirabeau (ieșirea 6 - A7)

## Traseu
| De la fostul tronson până la sfârșitul autostrăzii; secțiune gratuită, neconcesionată, administrată de DIR Méditerranée. | |         |
| A55 | |         |
| | Viaductul Joliette.                                                                                         |         |
| Intersecție | Nod rutier între A557 și A55 (nod rutier parțial).                                                          | A557    |
| | Viaductul Arenc - Cap Pinède.                                                                               |         |
| 3 - La Cabucelle | Cartiere deservite: Marsilia-Les Arnavaux, La Cabucelle (nod rutier parțial).                               | RD5 L2  |
| 4 - La Madrague | Cartiere deservite: Marsilia-La Madrague, Saint-Louis, Les Arnavaux, Arenc, Les Ports, Gare Maritime.       | RD5     |
| | Limitare la 90 km/h (sens Fos-sur-Mer - Marsilia).                                                          |         |
| 5 - Mourepiane | Cartiere deservite: Marsilia-L'Estaque, La Calade, Les Ports - Porte 4.                                     | RD5     |
| | Limitare la 90 km/h (sens Marsilia - Fos-sur-Mer).                                                          |         |
| 6a - Saint-André | Cartiere deservite: Marsilia-Saint-André, Centru Comercial Grand Littoral (nod rutier parțial).             | RD4     |
| 6b - Verduron | Cartiere deservite: Marsilia-Verduron, Saint-Antoine, Saint-Henri.                                          | RD5a    |
| | Tunelul Estaque.                                                                                            |         |
| Intersecție | Nod rutier între A7 și A55: Lyon, Avignon, Aeroportul Marseille Provence; Aix-en-Provence, Marsilia-centru. | A7 E714 |
| | Zone de servicii: Rebuty (sens Marsilia - Fos-sur-Mer) ; La Nerthe (sens Fos-sur-Mer - Marsilia).           |         |
| 7 - Le Rove | Orașe deservite: Marignane, Gignac-la-Nerthe, Le Rove.                                                      | RD568   |
| 8 - Châteauneuf-les-Martigues                                                                                            | Orașe deservite: Marignane, Châteauneuf-les-Martigues, Sausset-les-Pins, Carry-le-Rouet.                    | RD9     |
| 9 - La Mède-Est | Orașe deservite: Châteauneuf-les-Martigues, Châteauneuf-les-Martigues-La Mède.                              | RD568   |
| 10 - La Mède-Raffineries                                                                                                 | Oraș deservit: Châteauneuf-les-Martigues-La Mède.                                                           | RD568   |
| 11 - Martigues-Jonquières                                                                                                | Oraș deservit: Martigues.                                                                                   | RD568   |
| 12 - Lavéra | Oraș deservit: Martigues, Lavéra, Z.I Martigues-Sud.                                                        | RD5 RD9 |
| | Viaductul Caronte.                                                                                          |         |
| 13 - Martigues-Ferrières                                                                                                 | Oraș deservit: Istres, Martigues.                                                                           | RD568   |
| | Limitare la 110 km/h (sens Marsilia - Fos-sur-Mer).                                                         |         |
| A55 | |         |
| RN568 | |         |